# Jan Wils
Jan Wils (ur. 22 lutego 1891 w Alkmaarze, zm. 11 lutego 1972 w Voorburgu) – holenderski architekt, konstruktor stadionu olimpijskiego w Amsterdamie i złoty medalista Olimpijskiego Konkursu Sztuki i Literatury 1928.

## Życiorys
Przez krótki czas był członkiem grupy artystycznej De Stijl, którą opuścił w roku 1919. Mimo odejścia nadal z nią sympatyzował.
Dzięki znajomości z Pieterem Scharroo (ówczesnym członkiem Międzynarodowego Komitetu Olimpijskiego i przewodniczącym Holenderskiego Komitetu Olimpijskiego), został wybrany do realizacji projektu stadionu olimpijskiego na Letnie Igrzyska Olimpijskie 1928, oraz zagospodarowania terenu wokół niego. W 1928 roku został uhonorowany złotym medalem w Olimpijskim Konkursie Sztuki i Literatury. Był to jedyny przypadek w historii tego konkursu, aby medal zdobył projekt wykonany na tych samych igrzyskach, na których został uhonorowany. Pomysł Wilsa zaczęto wdrażać w życie po tym, gdy miasto Amsterdam nabyło tereny pod budowę stadionu – miało to miejsce w 1925 roku. Plan Holendra nie został w całości zrealizowany – nie zbudowano choćby stadionu tenisowego i wioski olimpijskiej. W bezpośrednim sąsiedztwie postawiono za to dwie hale sportowe, a nieopodal wybudowano basen pływacki o pojemności 6000 widzów. Charakterystycznym elementem tego kompleksu była także 40-metrowa wieża „Maratonthoren”, na której Wils planował rozpalić ogień na czas trwania igrzysk. Wils, mający poglądy socjalistyczne, miał według jednej z legend użyć ognia w celu demonstracji swojego dzieła holenderskim politykom prawicowym, którzy byli przeciwni organizacji, ich zdaniem, pogańskich igrzysk. Wybudowany w stylu Nowej Rzeczowości obiekt z zamkniętą ceglaną fasadą uznawano ówcześnie przez niektórych za najpiękniejszy stadion świata. Przez wiele lat był areną domową klubu piłkarskiego Ajax Amsterdam.
W latach 1929–1930 utworzył projekt nowego budynku Akademii Wychowania Fizycznego w Amsterdamie, a w 1931 roku stworzył plan budynku w Amsterdamie z fasadą w stylu kubicznym (niderl. Hygiea Ontwerp van het gebouw Hygiea), na który miały się składać m.in.: dwa baseny pływackie, sala wioślarska, sala gimnastyczna czy pomieszczenie do ćwiczeń siłowych. Oba projekty, zgłoszone również do Olimpijskiego Konkursu Sztuki i Literatury 1932, nie zostały zrealizowane. Podobnie było w 1936 roku z planem utworzenia wielkiego stadionu z pływalnią w Lizbonie. W tym samym roku dokonano powiększenia stadionu olimpijskiego według planu Wilsa, jednak żelbetowa dobudówka nie została przychylnie przyjęta przez krytyków (oba projekty zgłoszono do Olimpijskiego Konkursu Sztuki i Literatury 1936, jednak dopuszczono je poza konkursem – Wils był członkiem jury). Do Olimpijskiego Konkursu Sztuki i Literatury 1948 zgłoszono także jego projekt hali sportowo-widowiskowej w Amsterdamie (pierwotna wersja powstała w 1937 roku). Był członkiem jury Olimpijskich Konkursów Sztuki i Literatury w latach 1924, 1936 i 1948.
Wśród dzieł Wilsa wdrożonych w życie znajdują się m.in. budynek firmy Citroën w Amsterdamie (przez wiele lat służący jako siedziba holenderskiego oddziału tego koncernu) czy budynek Teatru Miejskiego w Amsterdamie.

## Wybrane dzieła

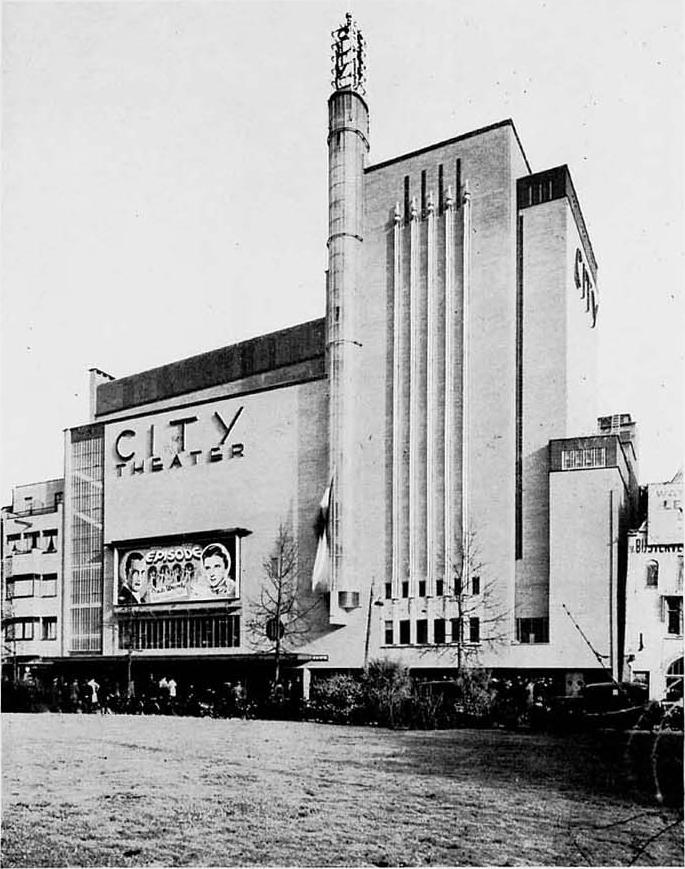
Teatr Miejski w Amsterdamie
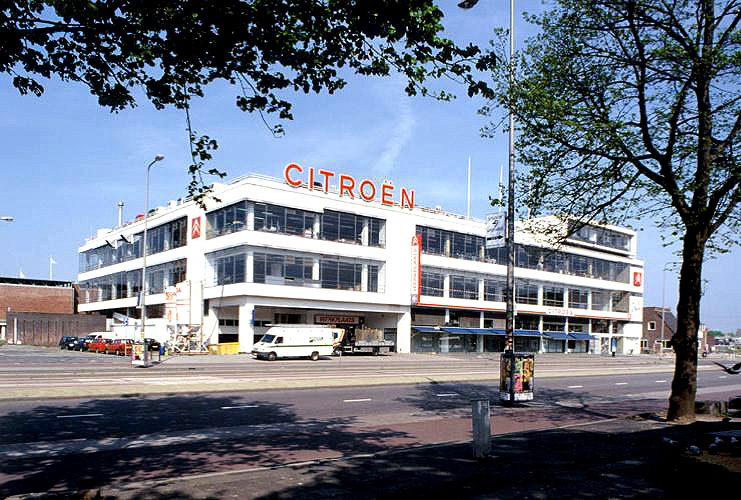
Budynek firmy Citroën
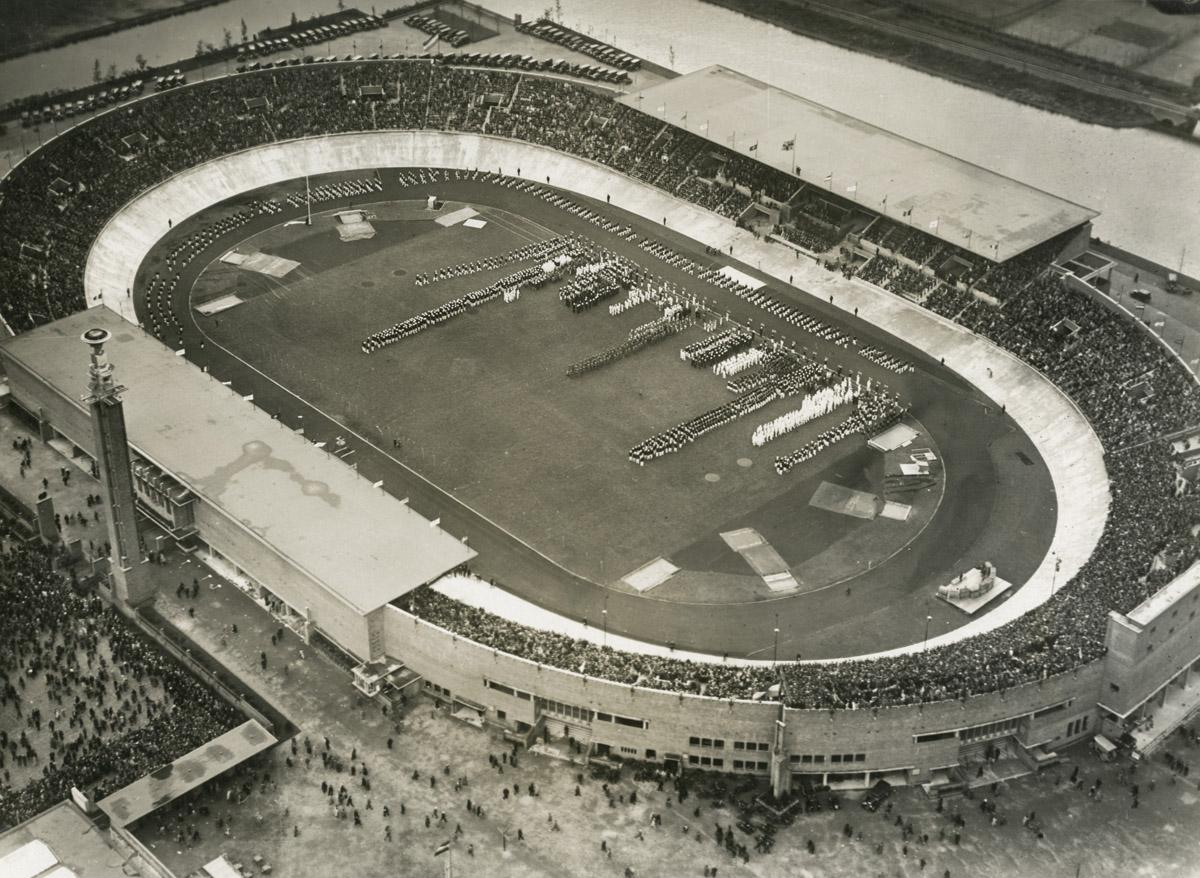
Olympisch Stadion w Amsterdamie, na lewym planie „Maratonthoren”